# Lot (departament)
Lot este un departament din sudul Franței, situat în regiunea Occitania. Este unul dintre departamentele originale ale Franței create în urma Revoluției din 1790. În 1808, câteva cantoane din regiunea de sud-est au fost desprinse pentru a forma departamentul Tarn-et-Garonne. Este numit după râul omonim care traversează departamentul. 

## Localități selectate

### Prefectură
- Cahors

### Sub-prefecturi
- Figeac
- Gourdon

## Diviziuni administrative
- 3 arondismente;
- 31 cantoane;
- 340 comune;